# Cowboy Bebop: The Movie
Cowboy Bebop: The Movie (em português Cowboy Bebop: O Filme), conhecido no Japão como Cowboy Bebop: Knockin' on Heaven's Door (劇場版 カウボーイビバップ 天国の扉, Gekijōban Kaubōi Bibappu: Tengoku no Tobira) é um filme anime baseado na série anime Cowboy Bebop.